# Museo Canonica
Il Museo Pietro Canonica è la casa-museo dello scultore Pietro Canonica e fa parte del sistema dei Musei in Comune di Roma. Si trova in via Pietro Canonica 2, vicino a piazza di Siena, a Villa Borghese, presso la fortezzuola (così chiamata per l'aspetto, ma nel XVII secolo nota come "Gallinaro").

La casa, ove l'artista visse fino alla morte, gli fu donata dal comune di Roma che ora gestisce il museo.

## Storia
In documenti del XVII secolo l'edificio è citato come Gallinaro, ove si allevavano struzzi, pavoni e anatre per rifornire le battute di caccia della famiglia Borghese.
Il nome attuale, Fortezzuola, deriva dalle mura di cinta in stile medievale; essa è attribuita ad Antonio Asprucci; durante questi lavori Felice Giani inserì nella facciata, nel 1793, otto cariatidi sopra le finestre e le porte.
In seguito, nel 1919, lo stabile, allora utilizzato ad uso ufficio amministrativo, subì un incendio, che ne decretò il successivo abbandono.
Nel 1926 fu donato al Canonica, che sistemò il fabbricato e trasformò le stalle in ambienti per le esposizioni delle sue opere.
Pare che il Comune dapprima avesse concesso all'artista la Casina di Raffaello, posta nelle vicinanze dell'attuale museo, sempre a Villa Borghese.

Ma, poiché era troppo piccola per ospitare le opere che man mano lo scultore realizzava e lasciava in giacenza prima di venderle, gli fu concessa in seguito la nuova sistemazione, molto più grande.
Alla scomparsa dello scultore, nel 1959, una prima raccolta di opere formò un primo nucleo del museo.

Dopo la morte, nel 1987, della seconda moglie, la quale pare che non dormisse nella stessa stanza del Canonica per non creare scandalo, in quanto molto più giovane di lui, si eseguirono le volontà della donna, che volle donare al Comune di Roma anche gli arredi della loro residenza nella Fortezzuola.

## Descrizione

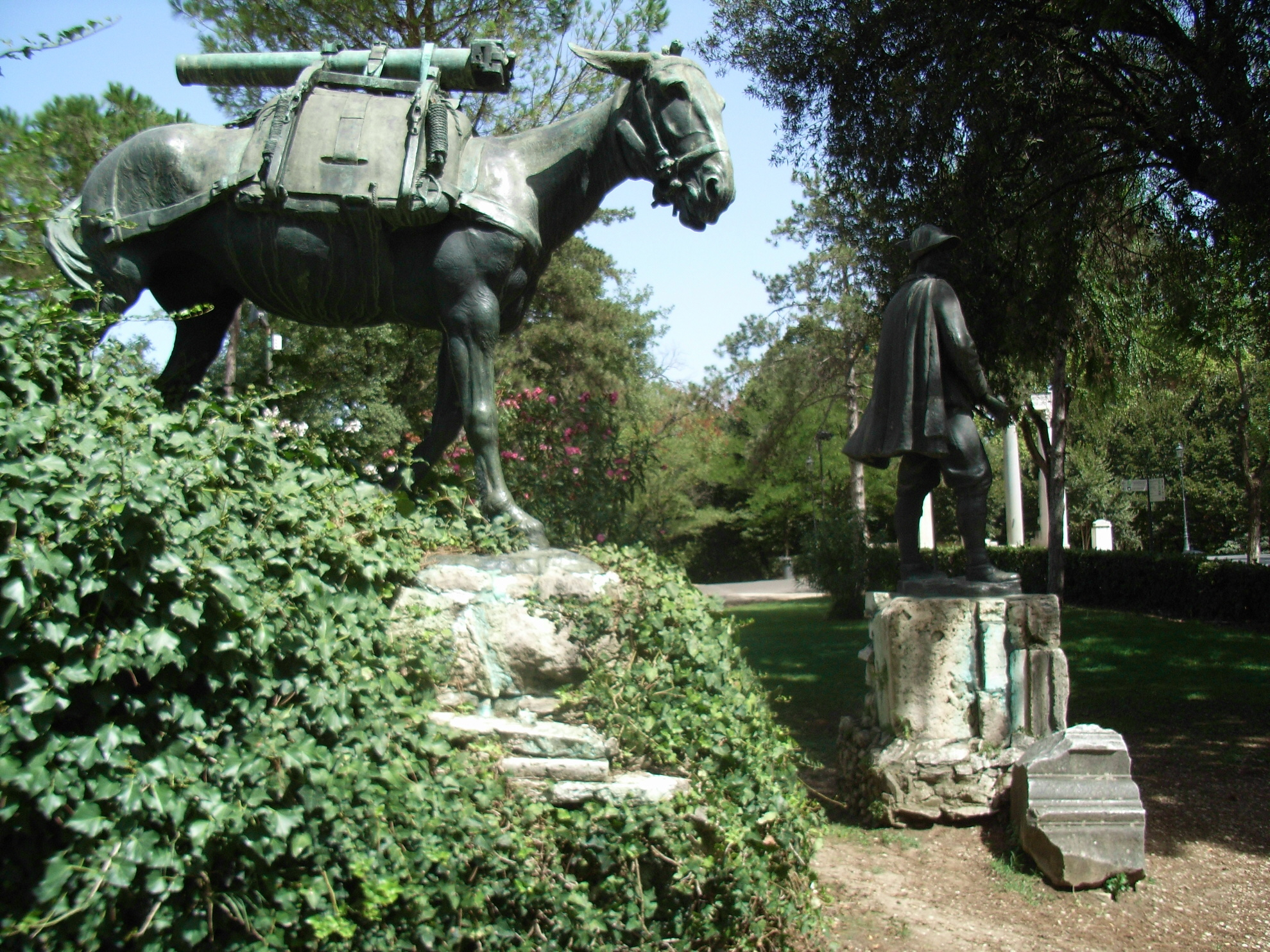
Museo canonica, monumento all'"umile eroe", il mulo degli alpini

Davanti alla facciata d'accesso vi sono delle statue bronzee, raffiguranti un alpino e il suo mulo.

Al pianterreno e nei piani ribassati vi sono 5-7 sale che espongono le opere, tra copie e originali, di Pietro Canonica; al piano rialzato vi sono la sala degli ospiti e la sala di lavoro dell'artista piemontese.
Al piano superiore vi sono la camera da letto, la camera da pranzo e il salotto.
N.B. La sala degli ospiti, la camera da letto, la camera da pranzo e il salotto mantengono gli arredi originari, con dipinti di E. Gamba, V. Cavalieri e di altri pittori dell'800, amici di Pietro Canonica.

### Il pianterreno
Sala I
In questa sala sono esposti:
Dopo il voto, scultura del 1893, è in gesso, è una copia dell'originale di cui si ignora il luogo di esposizione.
Le comunicande, scultura del 1920 circa, copia dell'originale sito a Palermo, è in marmo, presso la galleria d'arte moderna.
Donna Franca Florio, busto del 1900-1904.
Particolare di Dopo il voto, è in marmo, l'ubicazione dell'originale è sconosciuta.
Principessa Emily Doria Pamphilj, busto del 1920 circa, è in marmo bianco posto su base di bardiglio, copia dell'originale sita presso la Galleria Doria Pamphilij.
Sogno di primavera, busto del 1920 circa, copia in marmo dell'originale del 1898 sito al museo civico di Trieste.
Stella al mattino, scultura del 1925 circa, la scultura raffigura un nudo di donna con, alle spalle, un agnellino.
Sala II
In questa sala vi sono delle opere inerenti alla famiglia degli zar di Russia tra cui la principale è:
Sito al centro della sala vi è il bronzo equestre raffigurante Nicola Nicolajevic, scultura del 1912. Trattasi di una copia dell'originale sito a piazza Manejnaja a San Pietroburgo e distrutto nel 1917.
Tra le altre opere vi sono i tre seguenti monumenti funebri:
- La Raffica – Monumento funerario per la Signora Giulia Schenabl Rossi, scultura del 1924, è in gesso, modello per il complesso funerario del cimitero di Perugina, il modello raffigura una donna con gli abiti spiegati dal vento e un'acconciatura in stile primo ventennio del XX secolo[12]
- Monumento funerario a Laura Vigo, trattasi del modello usato da Canonica per il monumento funebre di Torino, è in gesso, il modello raffigura una ragazzina con in mano un hula hoop.[13]
- L'Orfanella – in memoriam, l'opera, in gesso, risale al 1886. La statua è un modello per i monumenti funebri bronzei Bongiovanni siti nei cimiteri di Mondovì e di Guilzoni, Torino. Il monumento raffigura una donna con vestito e cappuccio seduta.[14]

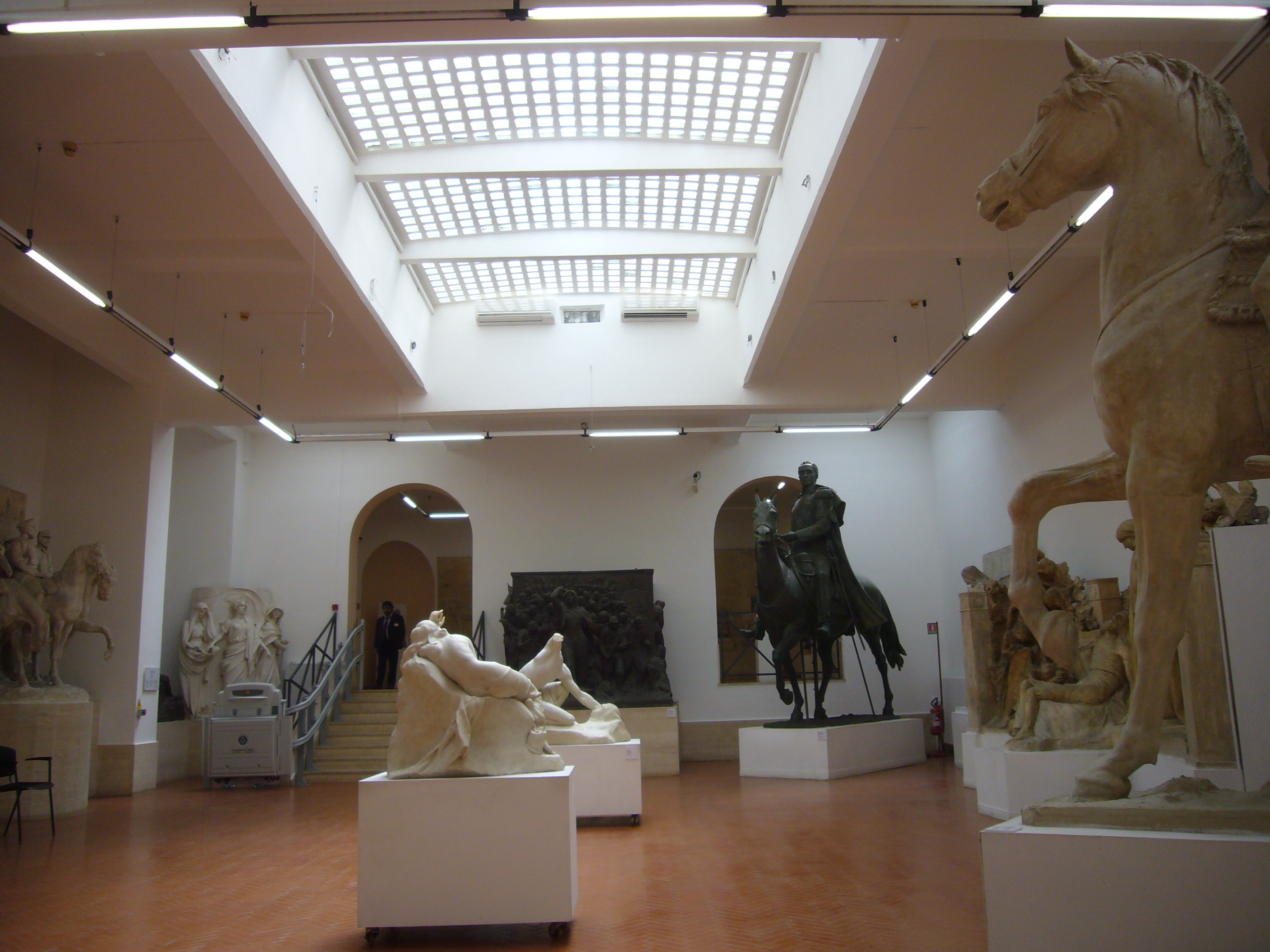
Museo Canonica, sala III

Sala III
Questa è una delle sale più ampie del museo ospita varie opere che spaziano fra il celebrativo, il monumento funebre e l'allegorico. Tra le principali vi sono il monumento a Kemal Ataturk, Canonica lo inaugurò a Smirne nel 1932 e il Gruppo della Battaglia di Sakarya. Tra le statue a scopo ritrattistico vi sono la statua equestre raffigurante Simón Bolívar e re Feysal d'Iraq. Tra le allegorie vi sono "Lo Scavatore" del 1910 e la "Veglia dell'anima" del 1901.
Inoltre vi sono dei modelli per le porte per la chiesa dell'abbazia di Montecassino
Sala IV
In questa sala sono esposti due busti raffiguranti personaggi nobili.
Sala V
In questa sala sono esposti vari busti di personaggi nobili e la statua raffigurante:
Rimembranze, busto del 1916 circa, è in marmo.
Sala VI
In questa sala sono esposti soggetti sacri tra cui 14 bassorilievi bronzei raffiguranti la Via Crucis.
Inoltre vi è il bassorilievo bronzeo con patinatura in bronzo dal titolo "Corteo funebre". Trattasi del modello originario per la cappella della famiglia Chiappello nel cimitero di Torino. Il modello è stato realizzato nel 1924.
Sala VII
In questa sala sono esposti, tra l'altro, oltre a vari busti a scopo ritrattistico, tra varie personalità famose sia italiane che straniere, di alte cariche dello stato e del clero, appartenenti alla nobiltà, in quest'ultimo caso sia bambini che adulti, e di una montanara di Gressoney:
L'abisso, scultura del 1909, è in marmo, la scultura raffigura un uomo e una donna che si abbracciano.
Maggio, scultura del 1900, è in gesso patinato, trattasi di copia dell'originale in marmo sito ad Amsterdam nello Stedelijk Museum.
Torso di donna, scultura del 1896, è in marmo, la statua raffigura un nudo di donna seduta cui manca un braccio e la testa.
Pudore, scultura del 1920 circa, è in marmo, la statua raffigura un nudo di donna seduta mentre cerca di coprirsi il volto con le braccia, nel senso, appunto di vergogna e pudore..
Questa sala attualmente è chiusa solamente all'attraversamento dei visitatori, ma è possibile mirare le opere dai due lati d'accesso della stanza.
Camera rossa o camera col camino
Il camino è realizzato in pietra lavica di Vetralla, risalente al 1581. Il salone è arredato con mobili d'epoca del XVI-XVII secolo. Tra le altre opere esposte vi sono un autoritratto, un ritratto e due bozzetti in pietra del Canonica, nonché il frontespizio di uno spartito e le scenografie di due opere musicali dello stesso Canonica.
Tra le altre opere degne d'interesse nella sala vi sono:
Bozzetto per il Vittoriano, scultura del 1908,
- Il bozzetto, in gesso, fu realizzato per la parte centrale del Vittoriano. L'opera consta di un gruppo di Roma con i figli che marciano. A destra vi sono "Il Plebiscito" e la "Breccia di Porta Pia". Per ironia della sorte l'opera non fu mai eseguita in quanto fu nominato come membro della sottocommissione reale, così non poté più partecipare per conflitto d'interesse alla realizzazione dell'Altare della Patria.[28]

Armadio a vetrina su cassone, risalente al XVII secolo,
- ed all'interno dell'armadio[29]:
- una uniforme di Alessandro II, zar di Russia, risalente al XIX secolo,
- una tunica e mantello orientale,
- un abito orientale.

Corridoio del piano terra
Sulle pareti vi sono quattordici dipinti di Canonica raffiguranti vari paesaggi tra cui dei paesaggi di campagna della provincia di Viterbo, una veduta marina di Forte dei Marmi, una veduta del Po e un ritratto di Suor Luigina alla Fortezzuola. I dipinti sono di scuola paesaggistica torinese della seconda metà del XIX secolo.
Studio
Lo studio è conservato così come quando lui lavorava. Il soffitto fu restaurato dal Canonica a proprie spese. Al centro c'è il tavolinetto con gli strumenti con cui il Canonica lavorava e il bozzetto al monumento a Giovanni Paisiello. Alle pareti vi sono dei ritratti, autoritratti, scorci di paesaggi eseguiti dal Canonica stesso, inoltre vi sono bozzetti di opere tradotte e studi di sculture mai realizzate, una tela di Enrico Gamba e una tela di Demetrio Consola.
- Tavolinetto con gli attrezzi. Sul piccolo tavolo con gli attrezzi del Canonica, vi sono: una piccola squadra lignea, raspe, seghetti, spatola, una bottiglietta contenente una resina oleosa sconosciuta ormai essiccata, dei pezzi di creta usata per il modellino di San Giovanni Bosco, l'ultima opera in cui Canonica si dedicò. Presso questo tavolo vi sono una sedia e un cavalletto.[32]
- Stele per il monumento a Paisiello. La stele è una copia dell'originale distrutto da un bombardamento. L'opera consta di varie figure allegoriche richiamanti la danza, la musica e la poesia.[33]
- Inoltre, nella medesima stanza, vi è il cofanetto d'Isabella Saluzzo, risale al XIV secolo che è in legno di noce.

### Scalinata per il primo piano
Sulla scalinata vi sono posti alcuni busti di bambini e quattro sculture in bronzo di Canonica, tra le quali una raffigurante il giurista Papiniano, bozzetto per il palazzo di giustizia a Roma , mentre sul secondo pianerottolo vi è un'armatura giapponese di un samurai risalente al XVII secolo. L'armatura è in ferro, bronzo dorato, seta e cuoio.

### Primo piano
Corridoio del secondo piano
In questo corridoio sono esposti una consolle con una specchiera con intagliature decorate in stile rococò da maestranze piemontesi. Al centro della specchiera è posto un ritratto di Vittorio Emanuele I. Il mobile fu comprato da Canonica ad un'asta di Torino. Nella prima stanza a sinistra del corridoio vi è la Biblioteca Canonica con il fondo librario dell'artista insieme a nuovi acquisti librari. Sulle pareti vi sono alcuni quadri di vari artisti, tra cui Enrico Gamba e Antonio Fontanesi, inoltre vi è un settimino.
- La biblioteca: Consta di 2200 volumi formata dalla collezione privata di Canonica e una sezione sulla scultura e sulle arti figurative del XIX e del XX secolo acquisite recentemente. Sono consultabili anche l'archivio fotografico e familiare, lascito della vedova Canonica.[38]

Camera da letto
La stanza è sita al lato sinistro del corridoio. La stanza è arredata con mobili d'epoca. Il letto è in stile barocco. Altri mobili, tra cui una poltroncina en cabriolet, sono in stile piemontese. Sulla parete di fondo è posta una deposizione di Cristo.
Inoltre nella camera è esposto il medagliere con le decorazioni onorifiche conferite a Canonica, tutte in oro e smalto, con le seguenti medaglie:
- due decorazioni come Grand'Ufficiale dell'ordine di Simon Bolivar conferite dal Venezuela;
- due decorazioni come grand'ufficiale dell'ordine della Corona d'Italia;
- una decorazione come commenda della croce dell'ordine di San Stanislao di Russia;
- una decorazione come commenda dell'ordine di Adolfo di Nassau conferite dal Lussemburgo;
- due croci di grand'ufficiale dell'ordine di San Maurizio e San Lazzaro;
- una gran croce dell'ordine della quercia di Lussemburgo;
- una decorazione come commenda dell'ordine dei due fiumi dell'Iraq;
- una croce al merito civile di Savoia, come cavaliere

Camera da pranzo
In questa sala vi è al centro un tavolo bolognese in noce risalente al XVII secolo. Sul tavolo è posto un ritratto della baronessa Niemptsch del 1903. In fondo vi è una credenza con dei piatti in peltro piemontesi del XVIII secolo più un piatto persiano realizzato in rame con decorazioni orientali in smalto turchese. Ai lati della credenza vi sono due quadri ad olio raffiguranti un bambino uno bianco e l'altro nero di Vittorio Cavalleri. Un'altra credenza, però a forma di trapezio è sita alla sinistra della prima con due piatti del savonese in maiolica con pitture bianco-azzurre risalenti alla fine del XVII secolo. Inoltre, su una parete vi è un arazzo fiammingo della metà del XVII secolo.
Antisalone
All'interno vi è un cassettone del XVII secolo con intarsiature in avorio, un table-consolle  con uno specchio e due piccole poltrone di maestri del Piemonte risalenti al XVIII secolo. Su una parete vi è un quadro di Vittorio Cavalleri dal nome "Donizetti scrive la sua ultima opera" realizzato nel 1897. Su di un piccolo tavolo vi è una piccola statua bronzea raffigurante un "Dopo il voto" copiato dall'autore nel 1921 circa.

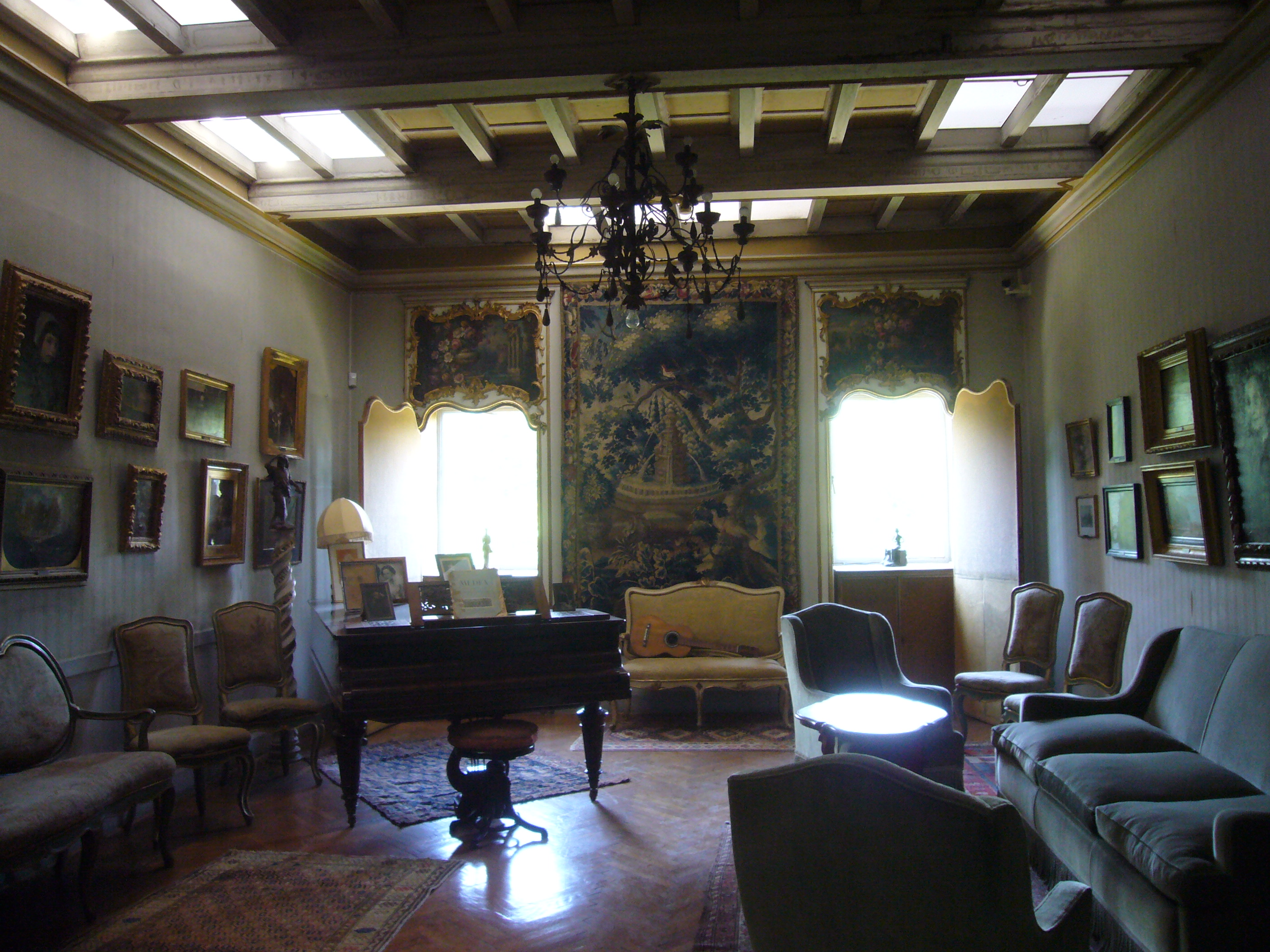
Museo canonica, sala da musica

Sala della musica
In questa sala vi sono arredi di maestranze piemontesi della metà del XVIII secolo, mentre sulle pareti vi sono dei quadri di altre maestranze piemontesi però del XIX secolo, perlopiù dell'accademia albertina di Torino, accademia dove studiò il Canonica. Su di un leggio vi è uno spartito il Medea, che ricorda l'ultima opera scritta dal Canonica. Inoltre vi è un pianoforte a coda Erard, che risale ad un periodo posteriore al 1855, inoltre, nella stessa sala, vi è anche la statua bronzea, realizzata dal Canonica, "La sartina Tina" del 1921 raffigurante una donna seduta col volto girato sulla sua destra e con le mani poste dietro la schiena presso i fianchi, forse nell'atteggiamento di vestirsi.

## Collegamenti
|  | È raggiungibile dalla stazione Piazzale Flaminio. |